# Дворска канцеларија
Дворска канцеларија (лат. Cancellaria Aulica, њем. Hofkanzlei) је била високо државно надлештво у средњовековним и потоњим нововековним монархијама. Дворске канцеларије су првобитно биле организоване као придворна надлештва за израду и издавање владарских аката, а временом су прерасле у административна тела са ширим делокругом управних послова. Такве канцеларије постојале су у многим државама, као што су: Свето римско царство, Краљевина Угарска, Хабзбуршка монархија, Краљевина Србија и Краљевина Југославија.

## Свето римско царство
Међу административним телима Светог римског царства, посебну важност је имала Царска дворска канцеларија, која је установљена 1559. године са седиштем у Бечу. Настала је реорганизацијом ранијих административних структура, а постојала је све до 1806. године. На челу канцеларије налазио се царски архиканцелар, што је била првенствено почасна функција, коју су традиционално вршили римокатолички надбискупи Мајнца, а текуће послове је de facto водио царски вицеканцелар, који је биран из редова искусних државника.

## Краљевина Угарска
Један од најзначајнијих државних органа у Краљевини Угарској била је Угарска дворска канцеларија (лат. Cancellaria Aulica Hungarica). Њено седиште се првобитно налазило у Будиму, а када су на угарски престо дошли Хабзбурзи, седиште је пресељено у Пожун (1526), а потом у Беч (1690). На челу канцеларије до 18. вијека налазио се црквени великодостојник (надбискуп или бискуп) као врховни дворски канцелар (лат. Sumus aulae cancellarius). Уз њега су још били и дворски савјетници (лат. Consililiarii aulici) те референти, искључиво племићи са територије Краљевине Угарске. Постојала је све до 1867. године.
Угарска дворска канцеларија је била посредник између краља и угарског палатина, односно Угарског намјесничког вијећа (од 1722. године) и то у свим пословима унутрашње управе на подручјима Угарске, Хрватске и Славоније. Канцеларија није доносила самостална рјешења, него је краљу подносила своје приједлоге. Временом је постало уобичајено да краљ приједлоге Угарске дворске канцеларије прослијеђује даље Аустријској дворској канцеларији, а ова понекад опет даље Тајном вијећу да чује његово мишљење. На тај начин је Угарска дворска канцеларија дошла у зависност од Аустријске дворске канцеларије на велико незадовољство угарских сталежа, пошто је Аустријска дворска канцеларија почела све чешће пресудно утицати и на угарску управу и правосуђе.
Угарска дворска канцеларија је 1690. године реформисана, добивши додатне надлежности, али се није потпуно осамосталила од Аустријске дворске канцеларије. Надлежности Угарске дворске канцеларије након 1690. године су биле сљедеће:
- Послови краљеве писарнице тј. израда краљевих писама и уговора са страним државама и династијама ради објаве рата, закључења мира, примирја, оснивања савеза, заштите интереса угарских земаља у иностранству и странаца у Угарској.
- Послови у вези с издавањем привилегија, достојанстава и служби које је краљ додјељивао физичким и правним лицима, затим израда краљевских декрета у питању оставштина, издавање увјерења о несметаном кретању и заштити (лат. Salvus conductus), те писама појединачне заштите (лат. Literae protectionales), увођење ванбрачног дјетета у права законито рођених, именовање старатеља и сл.
- Послови у вези с краљевим правима у извршној власти, управи, судству, полицији, правосуђу, настави, јавном здрављу, привреди и саобраћају на копну и мору, заштити од злоупотребе земљишне феудалне власти, као и пословима слободних краљевских градова управне природе, пословима обезбјеђења вршења правосудних функција, касације неправилних судских одлука, делегирања судске власти у случајевима у којима је краљ судија, те утврђивање статуса племства, издавање инструкција за судове и др.
- Послови који су произилазили из статуса по којем је Угарска дворска канцеларија била вјеродостојно мјесто (лат. Locus credibilis) попут издавања пуномоћи, тестамената, трансакција и других уговора сличне врсте, издавање свједочанстава о таквим уговорима и издавање њихових преписа, држање и вођење краљевских књига (лат. Libri regii) у које су се уписивале све донације, подјеле племства и именовања.

## Аустрија
У старом Аустријском војводству и потоњем Аустријском надвојводству, постојале су придворне канцеларијске службе са седиштем у Бечу, које су за време владавине Фридриха III и Максимилијана I почеле да прерастају у централну дворску канцеларију за све хабзбуршке наследне земље. Након 1521. године, Аустријска дворска канцеларија је за време владавине надвојводе Фердинанда добила шири делокруг рада, а на њеном челу налазио се врховни канцелар (лат. Supremus cancellarius). Првобитна надлежност канцеларије сводила се на издавање повеља и других аката по наређењу владара, укључујући издавање привилегија и одликовања, редиговање краљевских пропозиција за саборе, отправљање преписке са земаљским саборима, састављање инструкција за владарске повјеренике итд. У том периоду, дворска канцеларија није била независан извршни орган, већ само помоћни административни орган, у првом реду самога владара.
Када је Фердинанд изабран за римско-немачког цара (1558), Аустријска дворска канцеларија је 1559. године припојена Царској дворској канцеларији, а поново је обновљена тек 1620. године, као самосталан административни орган са надлежношћу над свим хабзбуршким наследним земљама. Потом је 1654. године добила колегијалну организацију, а у њен дјелокруг су ушли разни задаци из области спољних и унутрашњих послова. За подручје наследних аустријских земаља, она је временом постала врховни управни и судски орган, који је у судским пословима конкурисао Тајном вијећу, а у војним Тајној конференцији. Након 1705. године, на челу канцеларије налазе се два канцелара, од којих је први био надлежан за династичке послове и спољне послове, а други за унутрашње послове и правосуђе. Аустријска дворска канцеларија је потом реорганизована у неколико наврата (1742, 1761, 1787, 1802), а постојала је све до 1848. године, када је у Аустријској царевини образована влада са министарствима.